# Supercoupe de Tunisie de football
La Supercoupe de Tunisie de football (arabe : كأس السوبر التونسي) ou Première coupe de Tunisie de football (arabe : كأس تونس الممتازة) est une compétition de football tunisienne organisée par la Fédération tunisienne de football.
Créée en 1960, elle oppose le vainqueur du championnat de Tunisie à celui de la coupe de Tunisie.

## Histoire

### Premières éditions et interruptions fréquentes
Appelée auparavant « Coupe des coupes », elle est organisée dans le cadre de la fête de la Victoire ou des festivités de l'anniversaire du président Habib Bourguiba. D'après le règlement de la Fédération tunisienne de football (FTF), elle doit avoir lieu chaque année mais, après sa réhabilitation en 1993, elle n'est disputée qu'à trois reprises, en 1994, 1995 et 2001.
À la fin de la saison 2007-2008, la coupe est officiellement réintégrée au calendrier et oppose, le 7 janvier 2009, le Club africain (champion de Tunisie) à l'Espérance sportive de Tunis (EST, vainqueur de la coupe de Tunisie). Toutefois, en raison d'un calendrier surchargé, notamment par l'introduction de deux nouvelles compétitions maghrébines, le match n'a finalement pas lieu. La prochaine édition devait avoir lieu le 20 février 2010 mais fut également annulée.
À la suite du Trophée des champions 2010 disputé à Tunis, un accord entre les présidents de la Ligue de football professionnel (France) et de la FTF prévoit l'organisation de la Supercoupe de Tunisie 2010 à Paris, avec un match opposant l'Olympique de Béja à l'EST. La recette du match devait être entièrement reversée au profit du Fonds de solidarité nationale mais le match n'a pas lieu.
En 2015, à la suite de la proposition du sponsor Ooredoo, la Supercoupe doit avoir lieu le 22 décembre 2015 à Doha, mais cette idée est encore une fois abandonnée.

### De retour au premier plan (depuis 2019)
Après une interruption de 18 ans, l'édition suivante de la Supercoupe de Tunisie se tient le 1er avril 2019 au stade Abdallah-ben-Khalifa de Doha, au Qatar, entre l'EST (champion de la saison 2017-2018) et le Club athlétique bizertin (cinquième de la coupe de Tunisie) en remplacement du Club africain (vainqueur de la coupe). Le match devait se jouer entre l'EST et le Club africain mais il est reporté à plusieurs reprises en raison de la situation financière et administrative critique de ce dernier, qui finit par se retirer. Le deuxième choix est le finaliste de la coupe de Tunisie, l'Étoile sportive du Sahel, mais l'invitation est rejetée en raison de la surcharge du calendrier. Une solution est finalement trouvée avec le Club athlétique bizertin, l'une des équipes des demi-finales de la coupe de Tunisie, qui accepte de jouer la Supercoupe de Tunisie 2019. L'EST remporte le titre pour la quatrième fois de son histoire, après avoir gagné le match avec un score de 2-1.
Lors de la saison suivante, le 10 février 2019, la Fédération tunisienne de football décide de fixer la date du match au 15 mars 2020. Devant opposer l'EST, vainqueur de la saison 2018-2019, au vainqueur de la coupe de Tunisie, le Club sportif sfaxien, il est cependant reporté au 20 septembre en raison de la pandémie de Covid-19. L'EST remporte le titrepè'^ pour la cinquième fois de son histoire.
La Supercoupe de Tunisie 2019-2020 devait se jouer le 30 juillet 2021 sur la pelouse du stade olympique de Radès entre l'EST (champion de la saison 2019-2020) et l'Union sportive monastirienne (vainqueur de la coupe de Tunisie) mais, comme la version précédente, le match est reporté au 18 septembre en raison de la pandémie. Après la fin du temps réglementaire et un match nul (1-1), l'Union sportive monastirienne remporte le titre aux tirs au but (5-3). Le match de la Supercoupe de Tunisie 2020-2021 se joue le 25 septembre, une semaine après l'édition précédente, sur la pelouse du stade olympique de Radès entre l'EST (champion de la saison 2020-2021) et le Club sportif sfaxien (vainqueur de la coupe de Tunisie). L'EST remporte le titre pour la sixième fois de son histoire, après avoir gagné le match (1-0) sur un but d'Anayo Iwuala à la 57e minute.

## Palmarès
|  | Champion de la Ligue I           |
|  | Vainqueur de la coupe de Tunisie |
|  | Invité à jouer                   |
|  | Matchs gagnés aux tirs au but    |

| Édition | Année     | Vainqueur                    | Score         | Finaliste                   |
| ------- | --------- | ---------------------------- | ------------- | --------------------------- |
| 1re     | 1960      | Espérance sportive de Tunis  | 2 - 1         | Stade tunisien              |
| -       | 1961-1965 | Non jouée                    | Non jouée     | Non jouée                   |
| 2e      | 1966      | Stade tunisien               | 2 - 0         | Étoile sportive du Sahel    |
| -       | 1967      | Non jouée                    | Non jouée     | Non jouée                   |
| 3e      | 1968      | Club africain                | 3 - 1         | Sfax railway sport          |
| -       | 1969      | Non jouée                    | Non jouée     | Non jouée                   |
| 4e      | 1970      | Club africain                | 1 - 0         | Espérance sportive de Tunis |
| -       | 1971-1972 | Non jouée                    | Non jouée     | Non jouée                   |
| 5e      | 1973      | Étoile sportive du Sahel     | 5 - 2         | Club africain               |
| -       | 1974-1978 | Non jouée                    | Non jouée     | Non jouée                   |
| 6e      | 1979      | Club africain                | 1 - 0         | Espérance sportive de Tunis |
| -       | 1980-1983 | Non jouée                    | Non jouée     | Non jouée                   |
| 7e      | 1984      | Club athlétique bizertin     | 1 - 0         | Avenir sportif de La Marsa  |
| 8e      | 1985      | Club sportif de Hammam Lif   | 1 - 0         | Espérance sportive de Tunis |
| 9e      | 1986      | Étoile sportive du Sahel     | 1 - 1 (5 - 4) | Espérance sportive de Tunis |
| 10e     | 1987      | Étoile sportive du Sahel     | 0 - 0 (7 - 6) | Club athlétique bizertin    |
| -       | 1988-1993 | Non jouée                    | Non jouée     | Non jouée                   |
| 11e     | 1994      | Espérance sportive de Tunis  | 2 - 0         | Avenir sportif de La Marsa  |
| 12e     | 1995      | Olympique de Béja            | 1 - 1 (5 - 4) | Club sportif sfaxien        |
| -       | 1996-2000 | Non jouée                    | Non jouée     | Non jouée                   |
| 13e     | 2001      | Espérance sportive de Tunis  | 3 - 1         | Club sportif de Hammam Lif  |
| -       | 2002-2017 | Non jouée                    | Non jouée     | Non jouée                   |
| 14e     | 2018      | Espérance sportive de Tunis  | 2 - 1         | Club athlétique bizertin    |
| 15e     | 2019      | Espérance sportive de Tunis  | 0 - 0 (5 - 4) | Club sportif sfaxien        |
| 16e     | 2020      | Union sportive monastirienne | 1 - 1 (5 - 3) | Espérance sportive de Tunis |
| 17e     | 2021      | Espérance sportive de Tunis  | 1 - 0         | Club sportif sfaxien        |
| -       | 2022      | Non jouée                    | Non jouée     | Non jouée                   |
| 18e     | 2023      | Olympique de Béja            | 2 - 0         | Étoile sportive du Sahel    |
| 19e     | 2024      | Espérance sportive de Tunis  | 2 - 0         | Stade tunisien              |
| 20e     | 2025      | Espérance sportive de Tunis  | 1 - 0         | Stade tunisien              |

## Bilan
| Club                         | Champion | Finaliste | Participations | Édition(s) gagnée(s)                           | Édition(s) finaliste(s)      |
| ---------------------------- | -------- | --------- | -------------- | ---------------------------------------------- | ---------------------------- |
| Espérance sportive de Tunis  | 8        | 5         | 13             | 1960, 1993, 2001, 2019, 2020, 2021, 2024, 2025 | 1970, 1979, 1985, 1986, 2020 |
| Étoile sportive du Sahel     | 3        | 2         | 5              | 1973, 1986, 1987                               | 1966, 2023                   |
| Club africain                | 3        | 1         | 4              | 1968, 1970, 1979                               | 1973                         |
| Olympique de Béja            | 2        | 0         | 2              | 1995, 2023                                     | —                            |
| Club athlétique bizertin     | 1        | 2         | 3              | 1984                                           | 1987, 2019                   |
| Club sportif de Hammam Lif   | 1        | 1         | 2              | 1985                                           | 2001                         |
| Stade tunisien               | 1        | 3         | 4              | 1966                                           | 1960, 2024, 2025             |
| Union sportive monastirienne | 1        | 0         | 1              | 2020                                           | —                            |
| Club sportif sfaxien         | 0        | 3         | 3              | —                                              | 1995, 2020, 2021             |
| Avenir sportif de La Marsa   | 0        | 2         | 2              | —                                              | 1984,1993                    |
| Sfax railway sport           | 0        | 1         | 1              | —                                              | 1968                         |

## Diffusion
| Edition   | Canaux porteurs                                            | Pays          |
| --------- | ---------------------------------------------------------- | ------------- |
| 2017-2018 | Télévision tunisienne 1 Al-Kass Sports Channel BeIn Sports | Tunisie Qatar |
| 2018-2019 | Télévision tunisienne 1 Al-Kass Sports Channel             | Tunisie Qatar |
| 2019-2020 | Télévision tunisienne 1 Al-Kass Sports Channel             | Tunisie Qatar |
| 2020-2021 | Al-Kass Sports Channel                                     | Qatar         |